# Sergei Alexandrowitsch Kotscherigin
Sergei Alexandrowitsch Kotscherigin (russisch Сергей Александрович Кочеригин; * 1893 in Sewastopol; † 1958) war ein sowjetischer Flugzeugkonstrukteur.

## Leben
Kotscherigin verlor seine Eltern in früher Kindheit und wuchs in einem Waisenhaus auf. Ein Stipendium ermöglichte ihm den Besuch der Mittelschule. 1912 begann er ein Studium am technologischen Institut in Petersburg. Die finanziellen Mittel hierzu verdiente er sich als Schlosser, Heizer, Hilfsmaschinist, Konstrukteur und Nachhilfe-Lehrer. 1914 arbeitete er als Zeichner bei der Baltischen Schiffsbauwerft.
Während des Ersten Weltkrieges wurde Kotscherigin in Frankreich als Techniker zur Überprüfung der von Russland gekauften französischen Waffen und Ausrüstung eingesetzt. Eine Zeit lang war er an der Front, absolvierte aber auch theoretische Seeflieger-Kurse und arbeitete an der Konstruktion von Wasserflugzeugen mit. Nach der Oktoberrevolution beendete er seine Ausbildung zum Seeflieger am Polytechnischen Institut Petrograd. Anschließend arbeitete er als Fluglehrer und testete 1920 unter anderem das Flugboot „Engels III“. 1921 begann Kotscherigin eine Ausbildung zum Konstrukteur an der Militärakademie der Luftstreitkräfte. Nebenbei war er als Flugzeugmechaniker und Konstrukteur im Werk Nr. 2 „Awiachim“ tätig.
Etwa ab 1926 begann Kotscherigin seine eigentliche Arbeit als Flugzeugkonstrukteur in der von Nikolai Polikarpow geleiteten „OSS“, einer Abteilung des ZKB. 1932 wurde er zum Leiter der Abteilung Aufklärungsflugzeuge ernannt und entwickelte mehrere Flugzeugtypen, von denen das zweisitzige Jagdflugzeug DI-6 der erfolgreichste war und in über 200 Exemplaren gebaut wurde. Von 1936 bis 1938 war Kotscherigin für die Vorbereitung der Serienproduktion des US-amerikanischen Bomben- und Aufklärungsflugzeuges Vultee V-11 verantwortlich, das in der Sowjetunion als BSch-1 und in der Passagierversion als PS-43 31-mal in Lizenz gebaut wurde. 1942 wurde Kotscherigins Konstruktionsbüro aufgelöst.

## Flugzeugtypen

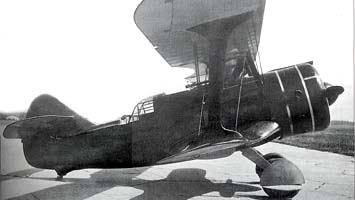
Die DI-6, das erfolgreichste von Kotscherigin entwickelte Modell

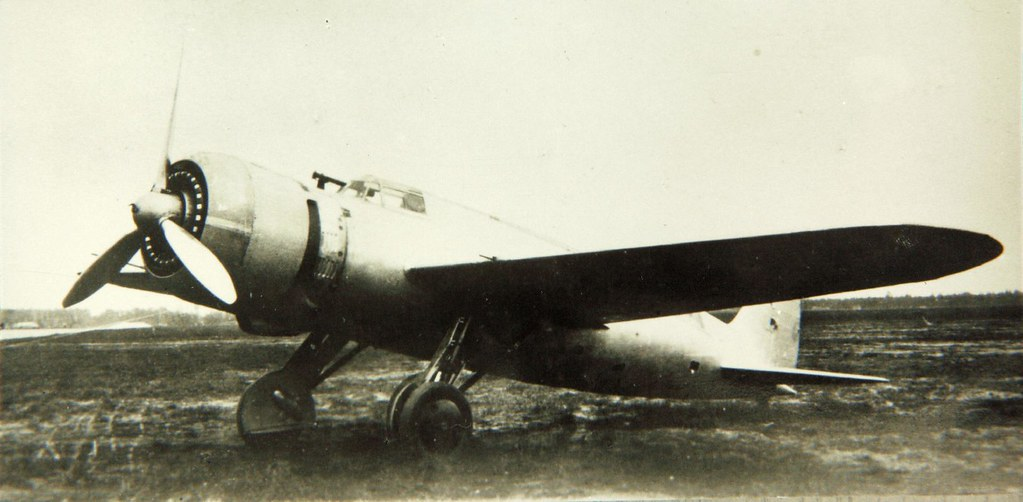
Kotscherigin SR

Das Konstruktionsbüro Kotscherigin erarbeitete etwa zwanzig Entwürfe, von denen folgende als Prototypen existierten beziehungsweise in Serie produziert wurden:
- MU-2 (U-2M): Schwimmervariante des Mehrzweckflugzeuges U-2 von 1931, keine Serie
- TSch-3 (ZKB-4): einmotoriges, zweisitziges Schlachtflugzeug von 1933, keine Serie
- LR (ZKB-1): als Weiterentwicklung der R-5 gebautes Aufklärungsflugzeug von 1934, zwei Stück gebaut[1]
- DI-6 (ZKB-11): einmotoriges, zweisitziges Jagdflugzeug von 1935, in Serie gebaut
- SR (ZKB-27): Aufklärungsflugzeug von 1935, drei Stück gebaut, zugunsten der von Josef Neman konstruierten ChAI-5 nicht in Serie[2]
- R-9 (Sch, LBSch): einmotoriges Schlachtflugzeug von 1936, wurde mit verschiedenen Motoren erprobt, keine Serie
- OPB: einmotoriges, einsitziges Sturzkampfflugzeug von 1941, kein Serienbau